# Juan Ángel Fresno Vara
Juan Ángel Fresno Vara (7 de marzo de 1965, Madrid, España) es químico e investigador. Es conocido por liderar el Laboratorio de Oncología Molecular del Hospital U. La Paz (Madrid), por ser socio fundador y director científico de Biomedica Molecular Medicine S.L, y por su labor en la mejora de los derechos laborales de los investigadores hospitalarios.

## Reseña biográfica
Juan Ángel Fresno Vara es químico e investigador. Nacido en Madrid, criado en Santurce (Vizcaya) y natural de Tábara (Zamora), es responsable del laboratorio de Oncología Molecular del Instituto de Investigación Sanitaria IdiPAZ de Madrid y especialista en el desarrollo de biomarcadores y en el análisis del cáncer mediante Biología de Sistemas. En los últimos años ha participado de forma decisiva en la mejora de la situación laboral de los investigadores hospitalarios en España.

## Líneas de investigación
Entre sus principales líneas de investigación destacan el desarrollo de nuevas tecnologías para el análisis del proteoma y su aplicación a la identificación de nuevos biomarcadores y dianas moleculares en cáncer, el análisis de expresión génica y de microARN con el objetivo de desarrollar perfiles moleculares con aplicación clínica, la evaluación de nuevas fuentes de biomarcadores de sangre periférica, y la aplicación de técnicas de inteligencia artificial para explorar la estructura funcional de perfiles de expresión de genes, proteínas o metabolitos.

## Formación académica
Juan Ángel Fresno estudió Química en la Universidad del País Vasco y obtuvo su doctorado en Ciencias Químicas en la Universidad Autónoma de Madrid. Realizó su tesis doctoral en el Instituto de Investigaciones Biomédicas “Alberto Sols”, estudiando la relación del gen src con la proliferación celular.

## Trayectoria Profesional
Tras finalizar su formación, y tras un breve paso por el sector privado, Juan Ángel Fresno se incorpora como Investigador en el Servicio de Oncología del Hospital Universitario La Paz, con un contrato “Miguel Servet” en 2005. Como responsable del laboratorio de Oncología Molecular del Hospital La Paz, ha publicado decenas de artículos científicos en revistas internacionales y dirigido diez tesis doctorales. Además, es autor de tres patentes. [cita requerida]
Es socio fundador y director científico de Biomedica Molecular Medicine S.L., la primera spin-off de un Hospital público madrileño, fundada en 2014. Biomedica se dedica a diseñar herramientas moleculares para ayudar a los oncólogos en la toma de decisiones.

## Mejora de la situación profesional de los investigadores hospitalarios
Juan Ángel Fresno es uno de los principales responsables de las mejoras laborales de los investigadores hospitalarios que han sucedido en los últimos años. Desde su labor en la creación del primer comité de empresa de una Fundación de Investigación Biomédica en la Comunidad de Madrid en 2012, hasta su puesto como responsable del sector de investigación de la Federación de Sanidad y Sectores Sociosanitarios de CCOO de Madrid, su lucha por mejorar la situación de los trabajadores de las FIBs ha sido constante.
Fue elegido delegado del comité de empresa de la Fundación para la Investigación Sanitaria del Hospital Universitario La Paz desde su fundación en 2012, siendo vicepresidente de 2012 a 2018.
Presidente electo de la Asociación Nacional de Investigadores Hospitalarios de 2015 a 2021.
Participó de forma activa como representante de los investigadores en la negociación del primer convenio colectivo para personal de las FIBs (Fundaciones de investigación Biomédica) publicado el 18 de diciembre de 2018. Desde entonces es secretario de la Comisión Paritaria de Vigilancia, Control e Interpretación y Desarrollo del Convenio Colectivo del Grupo de Empresas de las Fundaciones de Investigación Biomédica de las Instituciones Sanitarias del Servicio Madrileño de Salud.
Es, desde 2021, responsable del sector de investigación de la Federación de Sanidad y Sectores Sociosanitarios de CCOO de Madrid. Su labor en la mejora de la situación laboral de los investigadores hospitalarios ha sido constante desde entonces.

## Premios y Distinciones
En el año 2013 recibió el galardón “Tabarés del año”, reconocimiento institucional que el Ayuntamiento de Tábara otorga anualmente desde el año 1997 a alguno de sus hijos que por algún motivo han destacado en su vida laboral o social. Fue pregonero en las fiestas de Tábara del año 2014.
También en 2013 recibió el Accésit a la Mejor Idea Empresarial de Base Tecnológica concedido por la Fundación para el Conocimiento Madri+d